# Armand Baag
Armand Baag, geboren als Gustaaf Armand Eugène Parden (Paramaribo, 27 maart 1941 - Amsterdam, 11 mei 2001), was een Surinaams beeldend kunstenaar. Hij was onder meer actief als schilder, danser, componist, tekstschrijver, zanger en muzikant.

## Biografie
Al op jonge leeftijd verhuisde Armand naar Curaçao, waar hij zijn tekentalent leerde ontdekken in internaat. Toen hij op zijn 14e terugkeerde naar Suriname, nam hij de achternaam aan van zijn stiefvader. Deze laatste bracht hem in contact met Nola Hatterman, van wie hij ook les kreeg. Later volgde hij ook lessen aan het Cultureel Centrum Suriname, samen met collega Ruben Karsters.
In 1961 verhuisde Baag naar Nederland, waar hij in Tilburg zijn studie voortzet op kunstacademie van Katholieke Leergangen. In 1963 verhuisde hij vervolgens naar Amsterdam, om aan de Rijksakademie van beeldende kunsten verder les te krijgen. Hier ontwikkelde en experimenteerde hij ook met figuratieve en abstracte ideeën, wat zich uitte in zijn werk ‘Winti’, dat een blik biedt op de Afro-Surinaamse religie. Hij maakte de opleiding echter niet af, omdat er een 'te Europese' visie zou heersen.
Baag ging na het afbreken van zijn studie een tijdje in nachtclubs optreden in binnen- en buitenland, waar hij samen met zijn toekomstige levensgezellin een dansduo vormde onder de artiestennaam ‘King Ceola en Queen Sheba’. Om te voorzien in zijn levensbehoeften maakte hij tevens gebruik van de Beeldende Kunstenaars Regeling (BKR).
Vanaf de jaren '70 ontstaat er een behoefde tot het opzetten van een ontmoetingsplaats voor Surinaamse kunstenaars en kunstliefhebbers. Samen met Ro Heilbron, Guillaume Lo-A-Njoe en Jan Telting richtte hij daarom de galerie 'Srefidensie' op.
Ter ere van de Surinaamse onafhankelijkheid maakte Baag In 1976 het werk ‘Sura nanga Surina’, dat werd uitgereikt aan de eerste premier van Suriname, Henck Arron. Na het overlijden van zijn voormalige lerares Nola Hatterman in 1984 probeert Baag om van haar huis in Brokopondo een cultureel centrum te maken, wat echter mislukt. Baag erfde 300 tekeningen van haar.
Veertien jaar na de oprichting van zijn galerie kregen Surinaamse kunstenaars nog steeds maar weinig aandacht in Nederland. In een poging om dat te veranderen gaf hij in 1985 de expositie Farawé in de Nieuwe Kerk te Amsterdam, en een jaar later ook in Den Haag. Ook de documentaire ‘De Konsekwente Keuze’ (1982) van Frank Zichem probeerde hier aan bij te dragen, echter met maar matig succes.
Vanaf 1987 kwam de BKR te vervallen, waardoor Baag in de bijstand terecht kwam. Ook kreeg hij last van een ernstige gehoorbeschadiging, kwam zijn moeder in 1990 te overlijden, volgde er een breuk met zijn levensgezellin en werden er in 1994 enkele van zijn favoriete werken gestolen.
In 2001 komt Baag te overlijden aan de gevolgen van kanker en werd begraven op de Oosterbegraafplaats in Amsterdam.

## Familieportret Baag
Op zijn werk 'Familieportret Baag' (1989) staat zijn moeder centraal afgebeeld, geflankeerd door zijn halfzus Joyce en stiefvader George. Ook is er in de spiegel die zijn moeder vasthoudt een zelfportret van Armand zichtbaar.
Het werk werd voor het tv-programma Het geheim van de meester door Lisa Wiersma gereconstrueerd, waarbij na radiografisch en infraroodonderzoek bleek dat er oorspronkelijk een geheel andere voorstelling (namelijk een naaktportret) op heeft gestaan, die vervolgens is overschilderd.
Universitair docent technische kunstgeschiedenis Thijs Hagendijk verdiepte zich in de symboliek en merkte op dat het werkt naast een familieportret eigenlijk ook een portret van Suriname is, met het kenmerkende suikerriet op de achtergrond dat daar op de plantages veelvuldig voorkwam, de angisa die zijn moeder draagt, alsmede de in Suriname veelvuldig voorkomende bloem faja lobi (Ixora coccinea).
Hetzelfde werd opgemerkt door Amara Limon, curator van het Amsterdam Museum: "Je zou bijna kunnen zeggen dat Suriname de belangrijkste geportretteerde is". Kunsthistoricus Bart Krieger beschreef dat "als je door je oogharen kijkt", je er ook een "heilige familie" in terug kan zien: de moeder als heilige Maria, de stiefvader als Jozef van Nazareth en het zelfportret als het kind Jezus (zus Joyce werd niet genoemd, maar zou in dat geval symbool kunnen staan voor Maria Magdalena).
Sinds 2020 is het doek (met nog 2 anderen van zijn hand) te zien in het Stedelijk Museum Amsterdam.
- RKD-Nederlands Instituut voor Kunstgeschiedenis: 3148
- Union List of Artist Names: 500620589
- Virtual International Authority File: 1742167202591367930000